# Kwakersplein
Het Kwakersplein is een plein in Amsterdam-West. Het plein ligt in de Da Costabuurt, langs de Bilderdijkstraat in het verlengde van de Potgieterstraat. Na de brug over de Bilderdijkgracht loopt de straat over in de Kwakersstraat, de vroegere Kwakersdijk en het Bellamyplein. Een echt plein is het echter niet, maar meer een straat met aan beide zijde brede trottoirs. Van 1902 tot 2005 lagen er tramsporen ten behoeve van de ontsluiting van de remise Tollensstraat en in 1921 en 1922 voor de reguliere  tram 13. 
Het Kwakersplein en de Kwakersstraat ontlenen hun naam aan de voormalige Kwakerspoel, een meer dat globaal gelegen was tussen de latere Potgieterstraat en Kinkerstraat en het Kwakerseiland die al omstreeks 1680 werden genoemd. Het is niet zeker waar deze namen vandaan komen. Ze kunnen verwijzen naar de religieuze beweging van de quakers, maar het kan ook komen van de historische benaming kwakel voor eenvoudige bruggen in het zuiden van Noord-Holland.
Sinds 1958 bevond zich het restaurant "Dirck Dirckz" van Dirk van den Broek zich aan de noordkant van het plein. Hier bevindt zich nu een ander restaurant.

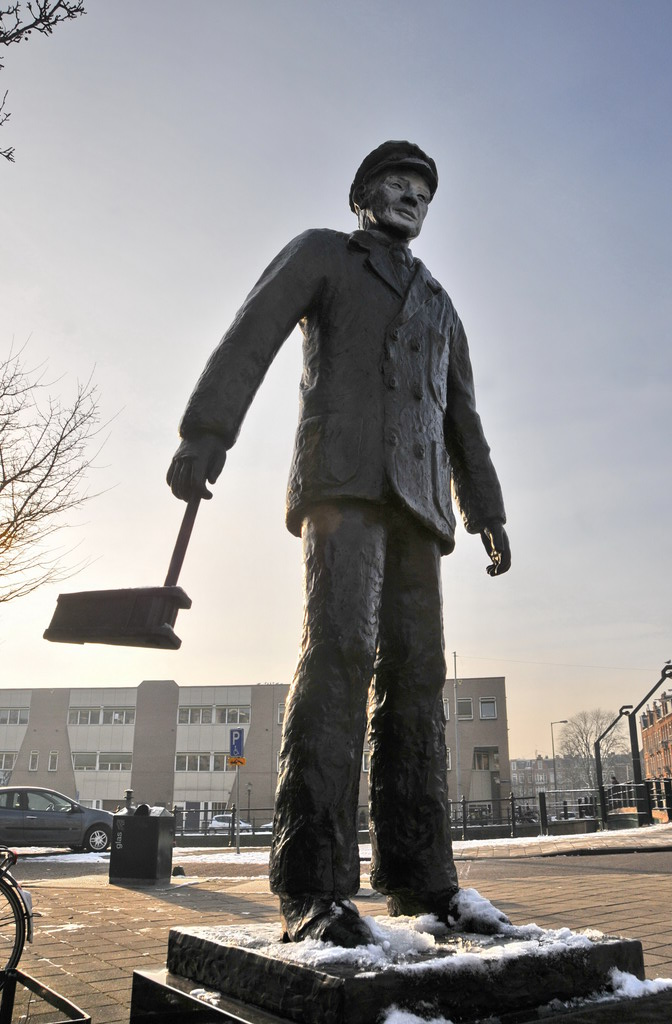
beeld de Ratelaar voor de vuilnisman

Op het plein bevindt zich het door Rob Cerneüs vervaardigde bronzen standbeeld De ratelaar uit 2007.